# Away in a Manger
Away in a manger (“Lontano in una mangiatoia”) è un celebre canto natalizio, le cui prime due strofe sono state pubblicate per la prima volta nel 1885 da James Ramsey Murray in una raccolta statunitense di inni luterani con il sottotitolo Luther's Cradle Hymn (composed by Martin Luther for his children and still sung by German mothers to their children today), vale a dire “Ninna nanna di Lutero (composta da Martin Lutero per i suoi bambini e cantata tuttora dalle madri tedesche ai loro bambini)", circostanza che ha fatto a lungo ritenere che si trattasse di un adattamento di un inno da attribuire a Martin Lutero. A questo testo è stata poi aggiunta una terza strofa nel 1905, attribuita al newyorkese John Thomas McFarland (1851 - 1913).
Il testo è accompagnato da due diverse melodie: Mueller, composta dallo stesso James R. Murray nel 1887 e popolare negli Stati Uniti, in particolar modo tra le confessioni evangeliche e luterane,  e The Cradle Song, composta da William J. Kirkpatrick e popolare nel Regno Unito.

## Testo
Away in a manger, no crib for a bed,
The little Lord Jesus laid down His sweet head.
The stars in the sky looked down where He lay,
The little Lord Jesus, asleep on the hay.
The cattle are lowing, the Baby awakes,
But little Lord Jesus, no crying He makes;
I love Thee, Lord Jesus, look down from the sky
And stay by my cradle till morning is nigh.
Be near me, Lord Jesus, I ask Thee to stay
Close by me forever, and love me, I pray;
Bless all the dear children in Thy tender care,
And fit us for Heaven to live with Thee there.